# 蒙塔尼亞 (聖埃斯皮里圖州)
18°07′37″S 40°21′46″W / 18.12694°S 40.36278°W
蒙塔尼亞（葡萄牙語：Montanha），是巴西的城鎮，位於該國東南部，由聖埃斯皮里圖州負責管轄，始建於1963年12月22日，面積1,099平方公里，海拔高度180米，2014年人口17,849，人口密度每平方公里16.24人。